# Do retta a te
Do retta a te è un singolo del cantautore italiano Nesli insieme alla cantante italiana Alice Paba, pubblicato l'8 febbraio 2017 dalla Universal Music Group.

## La canzone
Il brano è stato presentato per la prima volta dal vivo l'8 febbraio 2017, durante la seconda serata del Festival di Sanremo 2017, ed è stato inserito nell'EP di Nesli Kill Karma - Neslintrovabili e in Se fossi un angelo di Alice Paba. Secondo quanto dichiarato da Nesli, «il brano inedito parla di fiducia, che dovrebbe essere alla base di qualsiasi sentimento o amicizia. Il testo è profondo, è una ballata rock».
Una versione interpretata dal solo Nesli è presente in Kill Karma - Neslintrovabili e nella riedizione di Kill Karma denominata La mente è un'arma.

## Video musicale
Il videoclip, diretto da Luca Tartaglia, è stato pubblicato il 9 febbraio sul canale YouTube del cantautore.

## Tracce
Testi di Nesli, musiche di Nesli, Brando.
1. Do retta a te (feat. Alice Paba) – 3:31